# Gustaf Klarén
Gustaf Vilhelm Klarén (ur. 30 marca 1906, zm. 27 września 1984) – szwedzki zapaśnik walczący w stylu wolnym. Brązowy medalista olimpijski z Los Angeles 1932, w wadze lekkiej.
Wicemistrz kraju w 1932 roku. 

## Letnie Igrzyska Olimpijskie 1932
| Konkurencja      | Rundy eliminacyjne   | Rundy eliminacyjne        | Rundy eliminacyjne         | Rundy eliminacyjne     | Klas. końcowa |
| Konkurencja      | Przeciwnik I         | Przeciwnik II             | Przeciwnik III             | Przeciwnik IV          | Miejsce       |
| ---------------- | -------------------- | ------------------------- | -------------------------- | ---------------------- | ------------- |
| 66 kg styl wolny | Howie Thomas (CAN) Z | Melvin Clodfelter (USA) Z | Kustaa Pihlajamäki (FIN) P | Charles Pacôme (FRA) P | 3.            |